# Franco svizzero
Il franco svizzero (codice ISO 4217: CHF; in tedesco schweizer Franken, in francese: franc suisse; in romancio: franc svizzer) è la valuta della Svizzera ed è utilizzato anche nel Principato del Liechtenstein, nell'enclave italiana di Campione d'Italia (insieme all'euro) e nell'enclave tedesca di Büsingen am Hochrhein.
Il franco svizzero è diviso in 100 centesimi (francese centimes, tedesco Rappen, romancio raps).
Le banconote sono emesse dalla Banca nazionale svizzera, mentre le monete sono coniate dalla Zecca federale.
Dal 6 settembre 2011, in seguito a diversi anni di continua e drastica svalutazione della moneta europea nei confronti di quella elvetica, passata da 1,59 CHF = 1,00 EUR dell'agosto 2008 a circa 1,03 CHF = 1,00 EUR dell'agosto 2011, la Banca Nazionale Svizzera fissò un valore minimo per il cambio tra le due valute, corrispondente a 1,20 CHF = 1,00 EUR. Tale limitazione è stata abolita il 15 gennaio 2015..

## Storia
Fino al 1798 l'emissione di moneta era prerogativa dei singoli cantoni e di decine di altre autorità locali, molte delle quali di origine medioevale. Con la creazione della Repubblica Elvetica, per opera dei francesi, per la prima volta fu introdotta un'unica moneta per tutta la Svizzera, il Franco, estendendo il sistema monetario fondato sul piede bernese, che era già in uso a Basilea, Soletta e Berna.
Tra il 1803 (Atto di Mediazione) e il 1848 il diritto di emettere moneta tornò di nuovo ai singoli cantoni, dopodiché la promulgazione della Costituzione svizzera del 1848 restituì alla sola Confederazione il diritto di battere moneta. Le nuove monete cominciarono ad essere coniate e a circolare dal 1850, sostituendo le monete cantonali e regionali. Dopo un breve periodo iniziale in cui le monete furono coniate in Francia alle zecche di Parigi e Strasburgo, i franchi svizzeri furono coniati in Svizzera dalla Zecca della Confederazione Svizzera, con sede a Berna.
Il valore del franco svizzero fu fissato in parità con il franco francese. Il vecchio franco "locale", che circolava in gran parte dei cantoni, fu valutato a circa 1½ nuovi franchi.
La Svizzera fu uno dei membri fondatori dell'Unione monetaria latina, nel 1865. Gli stati aderenti definirono peso e titolo per le loro monete in argento e oro. Per questo motivo in Svizzera circolarono come mezzi di pagamento anche le monete d'oro e d'argento di Francia, Belgio, Italia e Grecia e in seguito anche di altri stati. Le monete in argento valevano 1/2, 1, 2 e 5 franchi; quelle in oro, informalmente denominate Vreneli, valevano 10, 20 e 100 franchi. Esistevano inoltre monete da 1, 2, 5, 10 e 20 centesimi. L'Unione monetaria latina fu infine sciolta nel 1927.

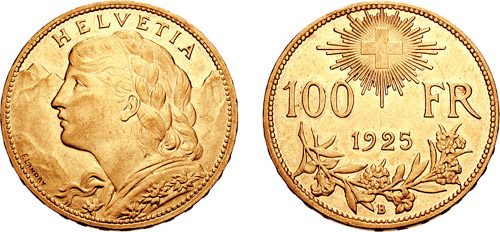
100 franchi - 1925
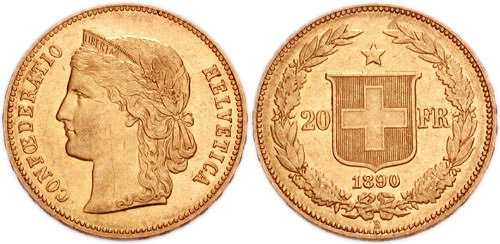
20 franchi - 1890
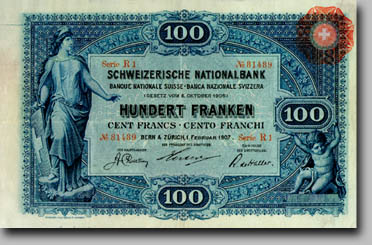
100 CHF. 1ª serie - 1907

Le banconote inizialmente erano stampate dalle banche d'affari e dalle banche cantonali. Nel 1907 il diritto di emettere le banconote passò alla neonata Banca Nazionale Svizzera (in qualità di banca centrale), ma nel periodo tra l'istituzione di quest'ultima e l'inizio delle sue attività, non essendovi tempo sufficiente per la creazione di nuove banconote, si stampò una prima serie provvisoria utilizzando lastre di banconote preesistenti, sovrapponendo le scritte ed una rosetta con la croce svizzera.
Nel 1909 la ditta Orell Füssli stampò dei biglietti di prova per la Banca Nazionale Svizzera, che furono poi immessi in circolazione dal 1911. La 5ª serie del 1955 fu stampata all'estero, mentre la ditta svizzera si occupò della 6ª (1970) e dell'8ª serie.
In seguito all'abolizione di una precedente unione doganale con l'Austria, dal 1924 il Principato del Liechtenstein ha adottato unilateralmente il franco svizzero come moneta ufficiale. La situazione fu poi ratificata nel 1980 con l'approvazione dell'«Accordo monetario tra la Confederazione Svizzera e il Principato del Liechtenstein».

## Monete
In circolazione vi sono monete da 5, 10, 20 e 50 centesimi e da 1, 2 e 5 franchi.
Le monete da 1 centesimo, scarsamente utilizzate dagli anni 1970 e quindi non più coniate (il costo della produzione della monetina era infatti divenuto superiore al suo valore nominale) sono state messe fuori corso legale il 1º gennaio 2007. Vita ancor più breve ebbe la moneta da 2 centesimi, coniata sino al 1974 e messa fuori corso legale già nel 1978.
Risulta superiore al valore nominale anche il costo della produzione della moneta di 5 centesimi (per coniare la quale occorrono 11 centesimi circa, secondo la Banca nazionale svizzera); la proposta di eliminarla ha però suscitato reazioni negative, temendo che il ritiro dalla circolazione possa provocare una crescita dei prezzi. Nondimeno, un ulteriore ostacolo all'abbandono dei 5 centesimi è il prezzo del francobollo per posta B ordinaria, che in Svizzera è pari a 85 centesimi; la Posta Svizzera ha quindi valutato, in accordo con la Confederazione, la possibilità di modificare il prezzo di detto francobollo o di eliminarlo completamente.
Sono state emesse anche monete commemorative da 10, 20, 100 e 200 franchi, che possono essere usate nelle transazioni commerciali, anche se in realtà ciò accade rarissimamente.
| Rovescio | Dritto | Descrizione | Metallo       | ø     | Peso   |
| -------- | ------ | --- | ------------- | ----- | ------ |
|          |        | Rovescio: valore, stemma svizzero e millesimo in una corona di stelle alpine ed altri fiori delle Alpi Dritto: Montanaro interpretato anche come Guglielmo Tell Contorno: DOMINVS PROVIDEBIT, "il Signore provvederà" in latino (Genesi 22,8), e tredici stelle | Cupronichel   | 31 mm | 13,2 g |
|          |        | Rovescio: valore e millesimo cinti da una corona di foglie di quercia e fiori delle Alpi Dritto: Elvezia stante circondata da ventidue stelle. | Cupronichel   | 27 mm | 8,8 g  |
|          |        | come sopra | Cupronichel   | 23 mm | 4,4 g  |
|          |        | come sopra | Cupronichel   | 18 mm | 2,2 g  |
|          |        | Rovescio: valore cinto da una corona di fiori delle Alpi Dritto: Elvezia di profilo con una diadema con l'iscrizione Libertas e millesimo | Cupronichel   | 21 mm | 4 g    |
|          |        | Rovescio: valore cinto da una corona di foglie di quercia Dritto: uguale alla moneta da 20 centesimi | Cupronichel   | 19 mm | 3 g    |
|          |        | Rovescio: valore cinto da una corona di foglie di vite Dritto: uguale alla moneta da 20 centesimi | Cupralluminio | 17 mm | 1,8 g  |

L'indicazione del paese per tutte le monete, come anche nei francobolli svizzeri, è «Helvetia», il nome latino della Svizzera.

### Lunga vita
Le monete più antiche ora in circolazione sono quelle da 10 centesimi che risalgono al 1879. Sono tra le monete in circolazione più vecchie del mondo. Tuttora hanno gli stessi disegni e la stessa lega di Cupronichel.
La moneta da 2 franchi viene coniata dal 1874 con lo stesso motivo, inciso da Antoine Bovy. Le monete da ½, 1, 2 e 5 franchi sono state coniate in argento fino al 1967; dopo quella data furono emesse in cupronichel, poiché la lega in argento aveva un valore più alto di quello nominale. Alcuni pezzi da 5 franchi d'argento tuttavia sono stati prodotti anche nel 1969. Tutte le monete in argento sono state messe fuori corso nel 1971.
Nel 1981 le nuove monete in cupralluminio (color oro) da 5 centesimi hanno sostituito la precedente versione in cupronichel (color argento), che veniva facilmente confusa con il taglio da 1/2 franco.
Dal 2004, le monete più vecchie da 20 centesimi emesse tra il 1881 e il 1938 e quelle da 10 centesimi emesse tra il 1932 e il 1939 sono state ritirate dalla circolazione poiché, essendo realizzate in nichel puro invece che in cupronichel, non erano riconosciute dai distributori automatici. Nello stesso anno sono andate fuori corso le monete da 5 franchi coniate dal 1985 al 1993 perché, avendo l'iscrizione sul bordo in incuso invece che in rilievo (come quelle precedenti e successive a quel periodo), erano facilmente falsificabili.
Tutte le monete sono coniate in cupronichel, con l'eccezione di quella da 5 centesimi (in cupralluminio).
Le monete da 1, 2, 5, 10 e 20 centesimi hanno spesso cambiato il materiale (zinco, bronzo, biglione, nickel). Il diametro e il peso della moneta da 5 franchi fu ridotto nel 1936 a causa della svalutazione del franco svizzero.

### Monete commemorative

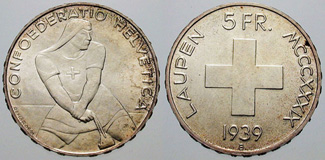
Moneta commemorativa del 600º anniversario della Battaglia di Laupen - 1939.
5 franchi (AR 835/1000 - 14,97 g).
D/ Uomo con fionda
R/ Croce svizzera.

La zecca svizzera ha emesso monete commemorative, dal 1936 occasionalmente e dal 1974 annualmente. Fino al 1991 si trattava di monete da 5 franchi, che erano identiche per lega e dimensioni alle monete normali ed erano normalmente anche se raramente, utilizzabili. Sono coniati nominali da 10 (bimetallica), da 20 (20 g argento) e 50 franchi (11,29 g d'oro). Anche se il loro valore è definito dalla legge, non sono utilizzate.
In base all'«Accordo monetario tra la Confederazione Svizzera e il Principato del Liechtenstein» del 1981, il Principato del Liechtenstein può, con l'approvazione del Dipartimento federale delle finanze, coniare proprie monete e porle in circolazione. L'accordo permette quindi al Liechtenstein di coniare monete commemorative, che però sono valide come mezzi di pagamento solo nel Principato.

## Banconote

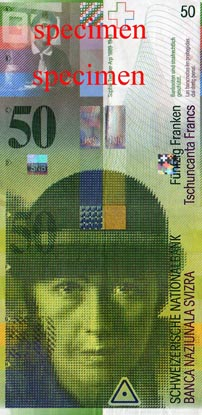
Banconota da 50 CHF dell'ottava serie

In base all'art. 99 della Costituzione, l'emissione di banconote «compete alla Confederazione» ed è delegato alla Banca Nazionale Svizzera. Le banconote attualmente in circolazione sono dell'8ª serie, in vigore dal 1995 e in corso di sostituzione; esistono in 6 tagli e presentano le seguenti immagini:
- 10 franchi – Le Corbusier (valida fino a nuovo avviso)
- 20 franchi – Arthur Honegger (valida fino a nuovo avviso)
- 50 franchi – Sophie Taeuber-Arp (valida fino a nuovo avviso)
- 100 franchi – Alberto Giacometti
- 200 franchi – Charles-Ferdinand Ramuz (valida fino a nuovo avviso)
- 1000 franchi – Jacob Burckhardt (valida fino a nuovo avviso)

Questa serie, che è stata messa in circolazione tra il 1995 e il 1998, ha sostituito quella precedente, che aveva un biglietto da 500 franchi invece di quello da 200 franchi.
Nel 2005, la Banca Nazionale Svizzera (BNS) ha iniziato lo sviluppo della 9ª serie di banconote le cui misure di sicurezza sono già state annunciate. La nuova serie di banconote sarebbe dovuta entrare gradualmente in circolazione con la fine del 2010 ma, a febbraio 2012, non si hanno ancora certezze sulla data di entrata sul mercato. La BNS ha annunciato che il primo taglio sarà, con ogni probabilità, quello da 50 franchi che dovrebbe essere immesso nelle tasche dei cittadini svizzeri entro la primavera del 2015.
A partire dal 12 aprile 2016 il biglietto da 50 franchi è stato progressivamente sostituito da quello nuovo di nona serie, avente come tema «Il vento». Dal 17 maggio 2017 il biglietto da 20 franchi della nona serie è stato, anch'esso, progressivamente messo in circolazione. Il 18 ottobre 2017 anche il biglietto da 10 franchi è stato messo in circolazione con il tema «Il tempo», mentre dal 22 agosto 2018 è stata distribuita la banconota da 200 franchi con il tema «La materia». Dal 13 marzo 2019 è stata emessa la nuova banconota da 1000 franchi, con tema «la parola». Dal 12 settembre 2019 verrà distribuita la nuova banconota da 100 franchi, con tema «la tradizione umanitaria», che sarà l'ultima della nona serie.